# Třída Skrunda
Třída Skrunda je třída víceúčelových hlídkových a záchranných lodí lotyšského námořnictva. Celkem bylo postaveno pět jednotek této třídy. Do služby byly přijaty v letech 2011–2014. Mezi jejich úkoly patří hlídkování v teritoriálních vodách a výlučné ekonomické zóně země a mise SAR.

## Stavba
Celkem bylo postaveno pět jednotek této třídy. Tři postavila německá loděnice Abeking & Rasmussen (A&R) v Lemwerderu a dvě lotyšská loděnice Riga Shipyard v Rize. Do služby byly přijaty v letech 2011–2014.
Jednotky třídy Skrunda:
| Jméno          | Loděnice      | Založení kýlu | Spuštěna           | Vstup do služby   | Status  |
| -------------- | ------------- | ------------- | ------------------ | ----------------- | ------- |
| Skrunda (P-05) | A&R           | 2010          | 20. ledna 2011     | 18. dubna 2011    | aktivní |
| Cēsis (P-06)   | A&R           | 2010          | 23. listopadu 2011 | 2. dubna 2012     | aktivní |
| Viesīte (P-07) | Riga Shipyard | 2010          | 11. srpna 2012     | 22. srpna 2012    | aktivní |
| Jelgava (P-08) | A&R           | 2011          | 16. dubna 2012     | 24. července 2013 | aktivní |
| Rēzekne (P-09) | Riga Shipyard | 2011          | 14. října 2013     | 20. března 2014   | aktivní |

## Konstrukce

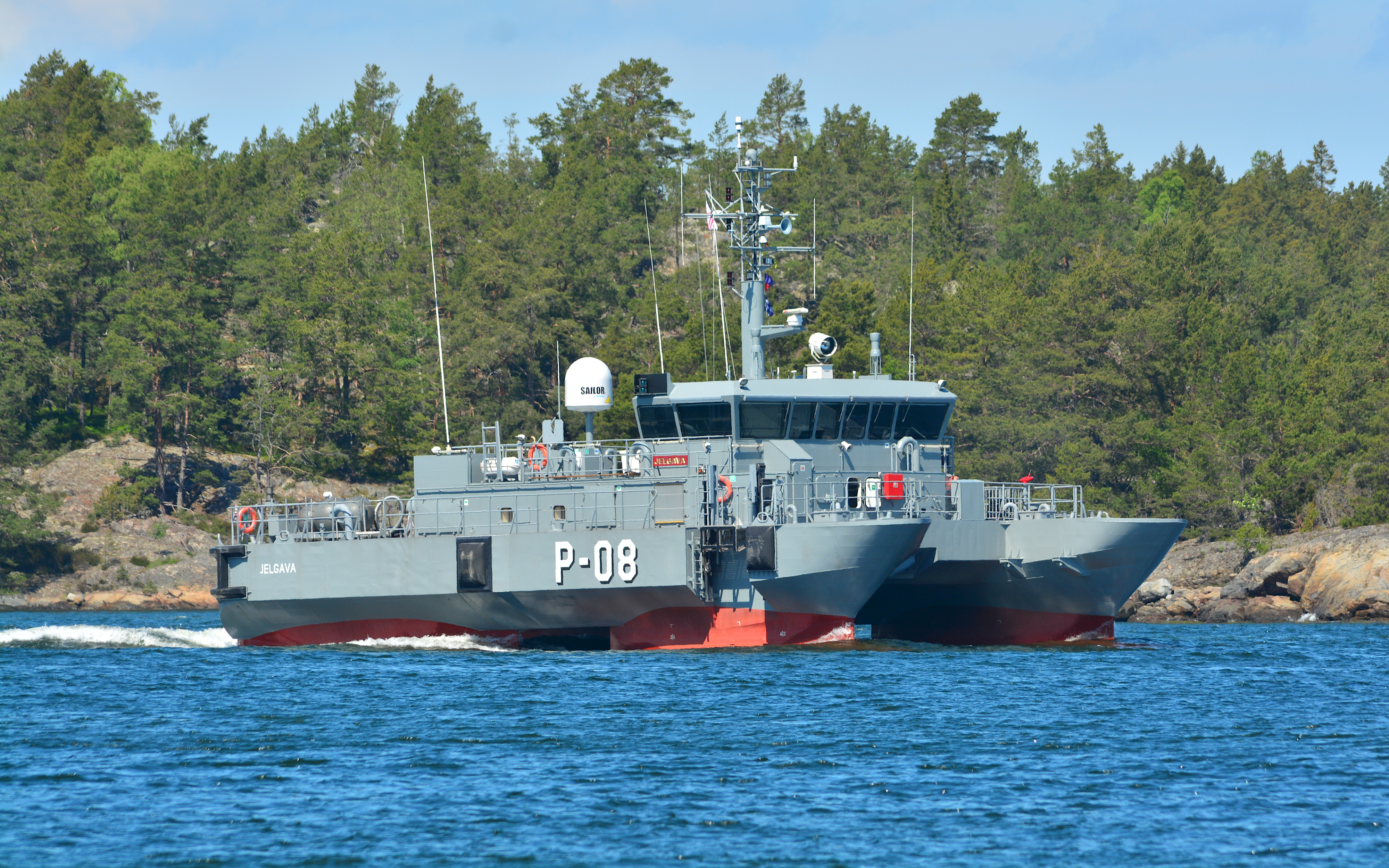
Jelgava (P-08)

Plavidlo má koncepci katamaránu typu SWATH. Je vybaveno radarem Raytheon. Na přídi mezi trupy se nachází prostor pro modulární vybavení (vybavení pro protiminová opatření, hydrografický průzkum, podporu potápěčů, ochranu životního prostředí, mise SAR, nebo zbraňovou stanici s 27mm kanónem). Plavidlo může být vyzbrojeno jedním 27mm kanónem Mauser MLG 27 (modulární vybavení) a dvěma 12,7mm kulomety M2 Browning. Pohonný systém tvoří dva diesely MAN D2842 LE410, každý o výkonu 1100 hp, pohánějící prostřednictvím dva převodovek Servogear HD295 HR/HL dva lodní šrouby se stavitelnými lopatkami Servogear. Nejvyšší rychlost dosahuje 21 uzlů. Dosah je 1500 námořních mil při rychlosti osmi uzlů.